# Nazionale di short track dell'Italia

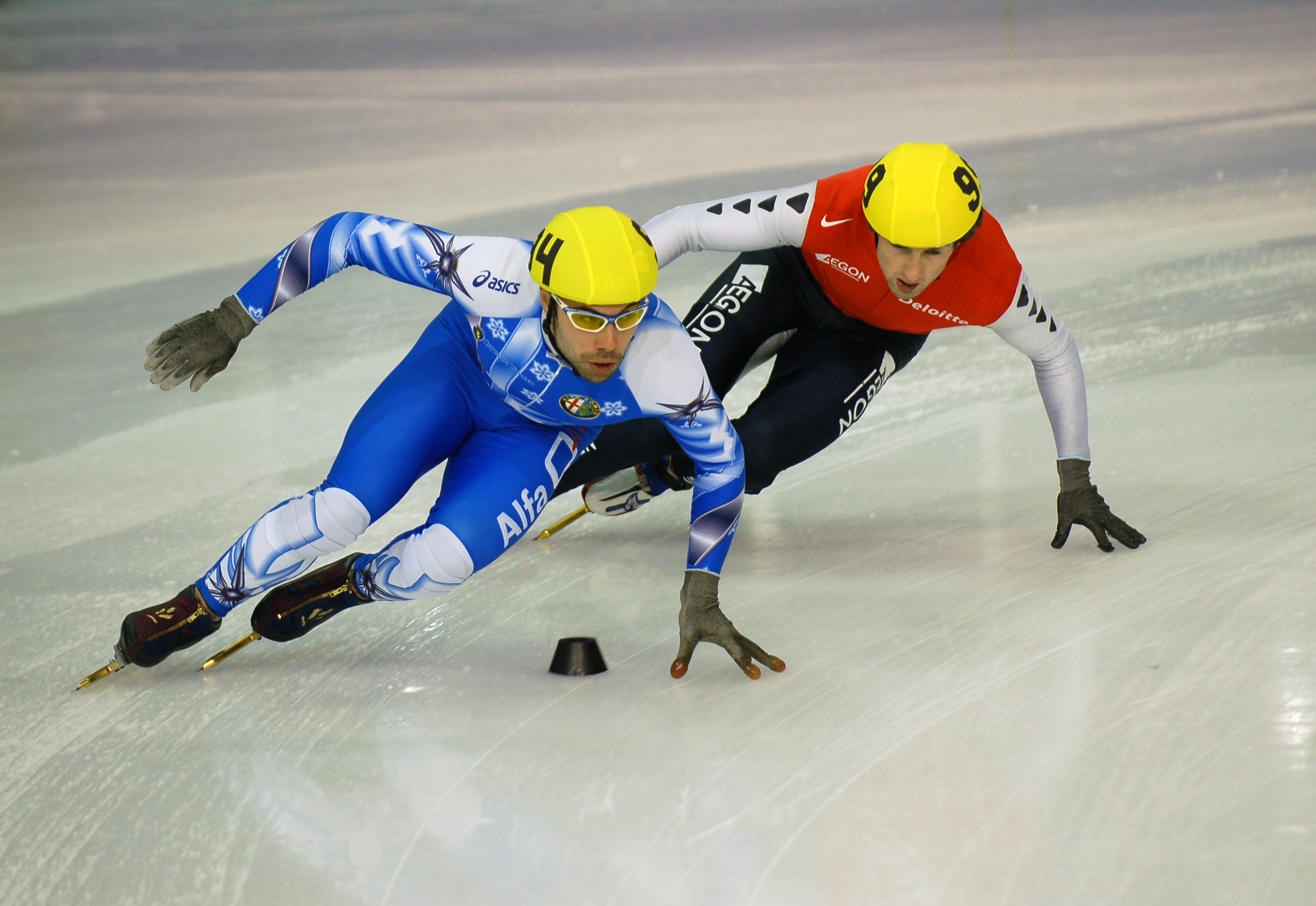
L'azzurro Fabio Carta (argento olimpico a) in una gara nel 2007

La nazionale di short track dell'Italia è la rappresentativa nazionale dell'Italia nello sport dello short track ai Campionati mondiali di short track a squadre e, con la sola rappresentativa di staffetta, ai Campionati mondiali di short track, alla Coppa del mondo di short track ed ai Giochi olimpici invernali.
Lo short track è disciplina olimpica da Albertville 1992 (5 edizioni disputate), mentre sono 18 (dal 1991) le edizioni dei Mondiali a squadre e 29 (dal 1981) quelle dei Mondiali individuali (con la prova di staffetta nel programma). L'Italia ha conquistato un titolo olimpico (1994), un mondiale a squadre (1993) e due mondiali in staffetta (1988 e 1996), oltre a vari piazzamenti a podio e 9 titoli europei su 13 edizioni disputate. L'esperienza di Vancouver 2010 si è chiusa con una squalifica in semifinale.

## Palmarès

### Maschile
Olimpiadi
- a Lillehammer 1994 (Maurizio Carnino, Diego Cattani, Orazio Fagone, Hugo Herrnhof, Mirko Vuillermin) - Staffetta 5000 m
- a Salt Lake City 2002 (Maurizio Carnino, Fabio Carta, Nicola Franceschina, Nicola Rodigari, Michele Antonioli) - Staffetta 5000 m

Mondiali a squadre
8 volte a podio su 21 edizioni disputate dei Campionati mondiali di short track a squadre.
- a Budapest 1993 (Hugo Herrnhof, Orazio Fagone, Mirko Vuillermin, Roberto Peretti, Diego Cattani) - Classifica generale
- a Nobeyama 1992 (Orazio Fagone, Mirko Vuillermin, Hugo Herrnhof, Diego Cattani)
- a Cambridge 1994 (Orazio Fagone, Mirko Vuillermin, Hugo Herrnhof, Diego Cattani, Maurizio Carnino)
- a Lake Placid 1996 (Michele Antonioli, Orazio Fagone, Mirko Vuillermin, Nicola Franceschina, Fabio Carta)
- a Seul 1997 (Michele Antonioli, Orazio Fagone, Mirko Vuillermin, Nicola Franceschina, Maurizio Carnino)
- a Bormio 1998 (Fabio Carta, Michele Antonioli, Nicola Franceschina, Maurizio Carnino,  Nicola Rodigari)
- a L'Aia 2000 (Fabio Carta, Michele Antonioli, Nicola Franceschina, Maurizio Carnino,  Nicola Rodigari)
- a Budapest 2007 (Marco Bertoldi, Fabio Carta, Yuri Confortola, Nicola Rodigari, Roberto Serra)

Mondiali
- a St. Louis 1988 (Orazio Fagone, Roberto Peretti, Enrico Peretti, Hugo Herrnhof, Michele Rubino) - Staffetta 5000 m
- a L'Aia 1996 (Michele Antonioli, Orazio Fagone, Maurizio Carnino, Mirko Vuillermin) - Staffetta 5000 m
- a Montréal 1987 (Orazio Fagone, Luca Bolognesi, Roberto Peretti, Enrico Peretti, Hugo Herrnhof)
- a Pechino 1992 (Orazio Fagone, Mirko Vuillermin, Roberto Peretti, Hugo Herrnhof)
- a Gjövik 1995 (Orazio Fagone, Mirko Vuillermin, Maurizio Carnino, Diego Cattani)
- a Nagano 1997 (Orazio Fagone, Mirko Vuillermin, Fabio Carta, Michele Antonioli, Nicola Franceschina)
- a Sheffield 2000 (Nicola Rodigari, Fabio Carta, Michele Antonioli, Nicola Franceschina)
- a Göteborg 2004 (Roberto Serra, Michele Antonioli,  Nicola Franceschina, Nicola Rodigari, Fabio Carta)

Coppa del Mondo
- nell'edizione 2006-07

Europei
12 volte a podio su 14 edizioni disputate dei Campionati europei di short track
- (dal 1999 al 2010 con eccezione del  2005 e del 2007)
- (1998)
- (1997)

## Medagliere atleti

### Maschile
| Oro                 | Argento | Bronzo | Tot. | Oro | Argento | Bronzo | Tot. | Oro | Argento | Bronzo | Tot. |   |   |   | Tot. |   |    |
| Orazio Fagone       | 1968    | 1      | 0    | 0   | 1       | 1      | 1    | 3   | 5       | 4      | 4    | 0 | 8 | 6 | 5    | 3 | 14 |
| Mirko Vuillermin    | 1973    | 1      | 1    | 0   | 2       | 1      | 1    | 3   | 5       | 2      | 4    | 3 | 9 | 4 | 6    | 6 | 16 |
| Hugo Herrnhof       | 1964    | 1      | 0    | 0   | 1       | 1      | 1    | 1   | 3       | 1      | 2    | 0 | 3 | 3 | 3    | 1 | 7  |
| Maurizio Carnino    | 1975    | 1      | 1    | 0   | 2       | 0      | 0    | 4   | 4       | 1      | 1    | 0 | 1 | 2 | 2    | 4 | 8  |
| Diego Cattani       | 1971    | 1      | 0    | 0   | 1       | 1      | 1    | 1   | 3       | 0      | 1    | 0 | 1 | 2 | 2    | 1 | 5  |
| Roberto Peretti     | 1966    | 0      | 0    | 0   | 0       | 1      | 0    | 0   | 1       | 1      | 2    | 0 | 3 | 2 | 2    | 0 | 4  |
| Michele Antonioli   | 1977    | 0      | 1    | 0   | 1       | 0      | 0    | 4   | 4       | 1      | 0    | 3 | 4 | 1 | 1    | 7 | 9  |
| Enrico Peretti      | 1961    | 0      | 0    | 0   | 0       | 0      | 0    | 0   | 0       | 1      | 1    | 0 | 2 | 1 | 1    | 0 | 2  |
| Michele Rubino      | -       | 0      | 0    | 0   | 0       | 0      | 0    | 0   | 0       | 1      | 0    | 0 | 1 | 1 | 0    | 0 | 1  |
| Fabio Carta         | 1977    | 0      | 1    | 0   | 1       | 0      | 0    | 4   | 4       | 0      | 0    | 3 | 3 | 0 | 1    | 7 | 8  |
| Nicola Franceschina | 1977    | 0      | 1    | 0   | 1       | 0      | 0    | 4   | 4       | 0      | 0    | 3 | 3 | 0 | 1    | 7 | 8  |
| Nicola Rodigari     | 1981    | 0      | 1    | 0   | 1       | 0      | 0    | 3   | 3       | 0      | 0    | 2 | 2 | 0 | 1    | 5 | 6  |
| Marco Bertoldi      | -       | 0      | 0    | 0   | 0       | 0      | 0    | 0   | 3       | 0      | 1    | 0 | 1 | 0 | 1    | 0 | 1  |
| Roberto Serra       | 1982    | 0      | 0    | 0   | 0       | 0      | 0    | 1   | 1       | 0      | 0    | 1 | 1 | 0 | 0    | 2 | 2  |
| Luca Bolognesi      | -       | 0      | 0    | 0   | 0       | 0      | 0    | 1   | 1       | 0      | 0    | 0 | 0 | 0 | 0    | 1 | 1  |